# Rio Carajá
O rio Carajá é um curso de água que banha o estado do Paraná. 